# Shozaburo Shimano
Shozaburo Shimano (Japans: 島野庄三郎), (Sakai, 1894 – september 1958) was de grondlegger van het Japanse bedrijf Shimano.

## Levensloop
Shimano werd geboren in 1894, als eerste van vijf kinderen in een arm gezin. Datzelfde jaar begon de eerste Chinees-Japanse Oorlog en werd hij door zijn ouders naar zijn grootouders van vaderskant gestuurd voor de opvoeding. Shimano groeide op in de stad Sakai, waar hij vroegtijdig school verliet en op vijftienjarige leeftijd leerling-metaalbewerking werd bij een lokale producent van messen. Later werkte hij voor een bedrijf dat kettingwielen maakte en ook voor Sakai Bicycle, een van de grotere fietsfabrikanten uit die tijd.
In 1921 richtte hij samen met Ichimatsu Koizumi, een collega en vriend uit zijn leerlingentijd, Shimano Iron Works (Japans: 島野鐵工所) op en ontwikkelde het bedrijf een enkele vrijloop voor fietsen. Deze werden in 1922 door zijn bedrijf in productie genomen. 
Shimano bleef directeur van het bedrijf totdat hij in 1958 door ziekte op 64-jarige leeftijd overleed. Hierop nam zijn oudste zoon Shozo Shimano zijn rol over.

## Wetenswaardigheid
Vanaf 1922 gebruikte Shimano het handelsmerk "3-3-3" voor de door hem ontwikkelde vrijloop. Mogelijk is dit een verwijzing naar zijn drie zonen die allemaal een naam hebben die eindigt op zo wat zich in het Japans laat vertalen in hetzelfde karakter dat gebruikt wordt voor drie.